# شپشک بالش‌پنبه‌ای
شپشک بالش‌پنبه‌ای (یا به قولی شپشک استرالیایی) (نام علمی: Icerya purchasi) نام یک گونه از تیره شپشک‌های بالشتکی است.
•مهم ترین خانواده مورد تغذیه این شپشک مرکبات هست 
•گونه نر این حشره بال دار و ماده بدون بال میباشد 